# Мансур (рестлер)
Мансур Абдул Азиз Аль-Шехаил (араб. منصور عبد العزيز الشهيل‎, род. 25 октября 1995, Эр-Рияд) — саудовский рестлер. Наиболее известен выступлениями в WWE под именами Мансур и ман.суа (англ. mån.sôör). Он является первым саудовским рестлером, выступавшим в WWE.

## Личная жизнь
В 2017 году американский актёр Шайа Лабаф, финская художница Настя Сяде Рёнккё и британский художник Люк Тернер запустили политическую инсталляцию «Он не разделит нас», в которой участвовал Аль-Шехаил с группой друзей. Во время своего пребывания на стриме он стал известен фанатам как Джихади Иисус, и, в частности, надел повязку на глаза и спел «Snake Eater», вступительную тему к видеоигре 2004 года Metal Gear Solid 3: Snake Eater, а также повторил вступительную сцену к фильму 2012 года «Тёмный рыцарь: Возрождение легенды».
27 апреля 2021 года Аль-Шехаил женился на своей подруге Миа Кэри.

## Титулы и достижения
- East Bay Pro Wrestling
  - Чемпион EBPW (1 раз)[3]
- Pro Wrestling Illustrated
  - № 181 в топ 500 рестлеров в рейтинге PWI 500 в 2021[4]
- WWE
  - Победитель 51-Man Battle Royal[5][6]